# 위안을 주는 음식

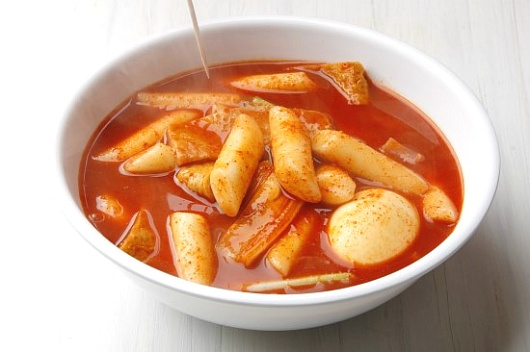
떡볶이

위안을 주는 음식(慰安---飮食, 영어: comfort food 컴퍼트 푸드[*])은 향수를 불러 일으키거나 마음을 위로하여 주는 음식을 일컫는다. 탄수화물 함량, 열량이 높은 경우가 많다. 추억의 음식(追憶-飮食)으로도 부르며, 옛맛, 고향의 맛(故鄕--) 등의 말로 설명하기도 한다. 한국에서는 "영혼의 음식"을 뜻하는 한국식 영어인 소울 푸드(soul food)로 부르기도 하나, 영어권에서 "소울 푸드(soul food)"는 미국 남부의 아프리카계 미국인 음식을 가리키는 말이다.

## 지역별

### 한국
떡볶이, 치킨, 김치찌개, 삼겹살, 삼계탕, 라면, 된장찌개, 쇠고기, 닭발 등이 위로를 주는 음식으로 꼽혔다.

## 같이 보기
- 제로식품
- 오트 퀴진
- 식사 준비